# Maʿalot-Tarschiha
Maʿalot-Tarschiha (hebräisch מַעֲלוֹת-תַּרשִׁיחָא Maʿalot-Tarschicha, arabisch معالوت ترشیحا, DMG Maʿālūt Taršīḥā) ist eine Stadt in Israel, etwa 20 Kilometer östlich von Naharija. Die Stadt gehört zum westgaliläischen Unterbezirk Nefat Akko des Nordbezirks (Israel).

## Geschichte
Ausgrabungen in einer Grabhöhle des vierten Jahrhunderts der Zeitrechnung brachten unter anderem ein christliches Kreuz und eine Glasscherbe mit eingravierter Menorah ans Tageslicht.
Quellen der Kreuzfahrer im 12. und 13. Jahrhundert bezeichnen den Ortsteil Tarschicha als Terschia, Torsia und Tersigha. Der König von Jerusalem hatte die Gründung des benachbarten, bis heute christlichen Dorfes Miʿilya (lateinisch Castellum Regis) durch katholische Levantiner lateinischen Ritus (so genannte Franken; الفرنجة, DMG al-Faranǧa) und Pullanen veranlasst, von wo sie sich nach Tarschicha ausbreiteten. Im Jahre 1160 übertrug König Balduin III. von Jerusalem Torsia und einige benachbarte Dörfer an Iohanni de Caypha (Johannes von Haifa).
Tarschicha kam an die Seigneurie de Joscelin, die König Balduin III. 1182 in Obergaliläa für seinen Onkel, den in Edessa entmachteten Grafen Joscelin III. schuf. Für 1217 werden die Einwohner als levantinische Franken beschrieben. Der Gatte von Joscelins Erbtochter Beatrix von Courtenay, der Minnesänger und Kreuzfahrer Otto von Botenlauben, verkaufte per iure uxoris Tarschicha (Tersyha) mit zehn Nachbarorten an den Deutschen Orden, der sich so um dessen nahe Ordensburg Montfort eine eigene Herrschaft (Territorium) arrondieren konnte, die Walther Hubatsch 1966 als Deutschordensstaat im Heiligen Lande charakterisiert. Jakob von Mandelée (Amigdala), Sohn der jüngsten Tochter Joscelins, Agnes, der einen Anteil an Joscelins Nachlass beanspruchte, focht den Kauf an und der Deutsche Orden zahlte ihn schließlich 1228 aus. Im Jahre 1266 plünderten vermutlich unbesoldet gebliebene Kreuzfahrertruppen Tarschicha.

### In den Reichen von Mamluken und Osmanen
Die zerstörerische Eroberung in mehreren Feldzügen 1266, 1268 und 1271 durch die Mamluken unter Sultan Baibars I. setzte der Wirtschaft in den ehemaligen Kreuzfahrerstaaten ein Ende und die Subsistenzproduktion im Sultanat lieferte keine Impulse für eine wirtschaftliche Wiederbelebung der Levante. Im Osmanisch-Mamlukischen Krieg (1516–1517) eroberte das Osmanische Reich die Levante mitsamt Tarschihas. Tarschiha kam ans Sandschak Safed, eins der osmanischen Verwaltungseinheiten dieser Bezeichnung.
Der autonomistische Regionalpotentat Ẓāhir al-ʿUmar al-Zaidani weitete von Tiberias aus nach 1730 seine Herrschaft nach Westen aus, Tarschiha eingeschlossen, indem er in Galiläa verstreut Befestigungen einrichtete,:18 wie 1738 in der knapp fünf Kilometer entfernten Ruine der Deutschordensburg Judin (arabisch خِرْبَة جِدِّين, DMG Ḫirbat Ǧiddīn, hebräisch מִבְצַר יְחִיעָם Mivzar Jəchīʿam) im heutigen Jechiʿam. In den 1750er Jahren führte Ẓāhir al-ʿUmar einen Bevölkerungsaustausch durch – er holte Christen aus dem Libanongebirge und von dem mittleren Lauf des Orontes im Nordwesten des heutigen Syriens nach Miʿilya und siedelte die bislang ortsansässigen Muslime nach Tarschiha um.
Nach gescheiterten Versuchen, den aus eigenem Willen und Können aufgestiegenen, unabhängigen Ẓāhir al-ʿUmar abzusetzen, fügte sich die Hohe Pforte 1768 schließlich ins Unvermeidliche und verlieh ihm den neu geschaffenen, seinen aus eigener Kraft errungenen Machtbereich spiegelnden Rang eines Scheich von Akko und ganz Galiläa,:36 das spätere Sandschak Akkon zeichnete sich ab. Wachsende heimische Produktion und steigende globale Preise brachten den Beteiligten auf allen Ebenen mehr ein, bei gleichzeitigem Schutz vor Willkür und Raub, so dass Ẓāhir al-ʿUmars bislang dünn besiedeltes Herrschaftsgebiet eine Sogwirkung auf Migranten von außerhalb entwickelte.:118 Ẓāhir al-ʿUmar, der einem beim osmanischen Sultan Abdülhamid I. in Ungnade gefallenen Freund (ʿAlī Bey al-Kabīr) beistand, war ab 1771 so selbst Ziel osmanischer Intervention geworden, die 1775 mit seiner Erschießung auf der Flucht endete.:44seqq. Die Intervention leitete der osmanische Militär Ahmad ‹al-Cezzâr› Pascha, dem Gewalttätigkeit den Beinamen ‹der Schlächter› (الجزّار al-Ǧazzār) eingetragen hatte.:50
Als neuen Scheich ernannte die Hohe Pforte Cezzâr Ahmed Pascha ab 1777 mit Titel eines Wālī von Sidon,:111 als der er 1779 aber seinen Sitz in Akko nahm.:180 Ihm fehlten wirtschaftlicher Sachverstand, freundschaftliche und als Bosniake familiäre Beziehungen in seinem Machtbereich und die Fähigkeit, seiner Macht widerstreitende lokale und regionale Potentaten durch Zugeständnisse und Abkommen für sich zu gewinnen.:121seqq. Stattdessen setzte er auf Gewalt.:74 Daher unterhielt Cezzâr Pascha einen personalstarken Repressionsapparat aus teuren fremden Söldnern ohne Bindungen zu lokaler Bevölkerung.:159:45 Steigende Ausgaben erforderten höhere Steuerforderungen und -einnahmen, die z. B. ein neues obrigkeitliches Monopol im Getreidehandel einbringen sollte.:121
Die Zahl der Bauern sank, teils durch Flucht vor Repressalien oder vor Steuerexekution und schließlich in Folge Todes durch die Beulenpest 1786.:113 Akkoner und Galiläer wanderten ab und mehr und mehr Agrarflächen lagen brach.:121 Entsprechend sanken die Ernten, die Agrarexporte und die Einnahmen aus darauf erhobenen Zöllen, während die Unzufriedenheit in der verbliebenen Bevölkerung stieg.:83seqq. Die lokalen Herren suchten sinkenden Exportzolleinnahmen in Folge fallender galiläischer Exporte zu wehren, indem sie Abgabenerhöhungen, willkürliche Enteignungen und Zwang durch Staatsmonopole bei bestimmten Exportartikeln und unerlässlichen Verbrauchsgütern einführten.:93 Im Vergleich zu akkonischen Potentaten erwiesen sich osmanische Statthalter in Beirut als sachverständiger, und der Levantehandel verlagerte sich dorthin. Während Beirut zum Paris des Orients aufstieg, fiel Akkos Einwohnerzahl von 25'000 um 1770 auf 2'000 zwischen 1820 und 1840 ab.:24 Im ländlichen Hinterland sah es nicht besser aus.
Tarschiha, wie die ganze Levante, geriet in den Jahren 1831 bis 1841 unter ägyptische Besatzung zwischen dem Ersten und Zweiten Ägyptisch-Osmanischer Krieg. Das Sandschak Akkon mitsamt Tarschihas gehörte zum Eyâlet Sidon mit Sitz im libanesischen Sidon, nach Intermezzo als Teil Syriens (1864–1888), war das Sandschak Akkon mit Tarschiha dann Teil des osmanischen Libanons.
Der osmanische Versuch im Ersten Weltkrieg auf Seiten der Mittelmächte, den Suezkanal zu blockieren, um so die Verbindungen zwischen den Teilen des Britischen Imperiums auf weite Umwege zu zwingen und im Falle eines Sieges das bis 1882 osmanische Chedivat Ägypten dem britischen Einfluss wieder zu entreißen, endete schließlich mit der Niederlage und Auflösung des Osmanischen Reiches. Den osmanisch eröffneten Sinaifeldzug trieben siegreiche Gegenvorstöße der Egyptian Expeditionary Force der Triple Entente vom ägyptischen Sinai immer weiter nordostwärts über die osmanische Grenze ins Mutesarriflik Jerusalem, das westliche Pilger, Theologen, Historiker und Geographen als Teil Palästinas ansahen, weshalb Militärberichte von Palästinafront sprechen.
Bis September 1918 waren die Kampfhandlungen fern Tarschihas, das zum Safad Kaza (arabisch قضاء صفد, DMG Qaḍāʾ Ṣafad ‚Qadi-Bezirk Zfat‘) gehörte, einem Verwaltungsgebiet in der osmanisch-libanesischen Provinz Vilâyet Beirut, doch waren die Folgen des Krieges zu spüren. Männer wurden für den Kriegsdienst in der Osmanischen Armee gezogen, Lebensmittel und Zugtiere requiriert, teils entschädigt durch die per Notenpresse inflationierte osmanische Währung. Bis 1916 waren osmanische Banknoten auf ¼, später auf ⅙, ihrer Vorkriegsparität zur Mark (ℳ) gefallen, die ja ihrerseits gleichzeitig ebenfalls durch die Notenpresse dramatisch an Kaufkraft verloren hatte. Im Handel nahmen die Leute schon im März 1916 nur noch Kurantmünzen zum Nennwert an,:74 andere osmanische Zahlungsmittel nur noch mit Abschlägen, schließlich verweigerten Verkäufer gänzlich osmanische Banknoten anzunehmen, so dass sie den Tarschihanern nichts mehr einbrachten. Die Menschen hatten mit Mangel und Hunger zu kämpfen, wenn auch nicht politisch extra verschärft wie die Hungersnot im nahen Libanongebirge, wo die Osmanen christliche Minderheiten durch Hunger vernichteten. Schließlich erreichte die sich ausbreitende Cholera auch Tarschiha.

### Vom Libanon nach Palästina
Ab dem 26. September 1918 nahmen Entente-Streitkräfte die Dörfer Galiläas ein,:82 und gliederten sie vom osmanischen Libanon in die britische Besatzungszone osmanischen Territoriums mit dem Namen Occupied Enemy Territory Administration South (OETA South) um, woraus 1920 (Konferenz von Sanremo) / 1922 (Erteilung der Mandate durch den Völkerbund) das Gebiet des Völkerbundsmandats für Palästina wurde. Mit dem wirtschaftlichen Aufstieg der Mandatszeit verdreifachte sich die Bevölkerung Tarschichas von etwa 1.880 Personen 1922 auf 5.700 Menschen im Jahre 1948. Die gewerbliche Entwicklung Tarschichas, seinerzeit Zentrum kleingewerblicher Klingen- und Messerproduktion, abgeleitet auch moderner Waffenherstellung, daher bekannt für seine Büchsenmacher, konnte den zahlreichen Angehörigen der nachwachsenden Generationen aber keine Verdreifachung der Beschäftigung bieten, von denen sich manche Bewegungen anschlossen, die ihnen Schuldige dieser Entwicklung nannten und Aussicht auf gewaltsame Umverteilung von deren Positionen in Aussicht stellten.

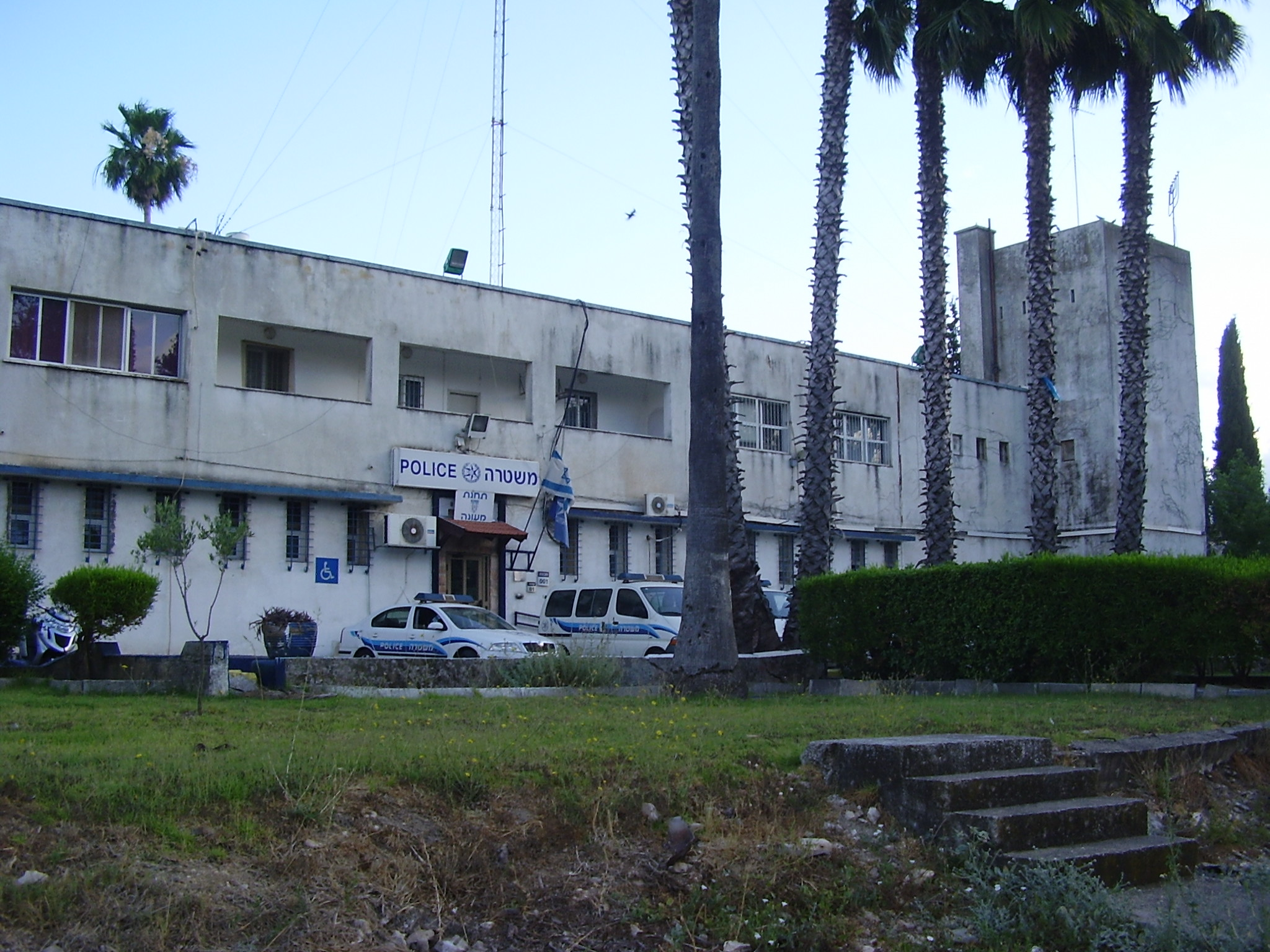
Tegart-Fort Tarschiha, heute Polizeiwache Meʿonah, 2010

Tarschicha war ein bedeutender Ausgangspunkt von Gewalt gegen Briten und jüdische Palästinenser im Großen Arabischen Aufstand (1936–1939), seinerzeit weltweit größte Erhebung gegen eine britische Kolonialverwaltung. Im Jahre 1940 erbauten die Briten oberhalb der Landstraße zwischen Miʿilya und Tarschiha für die Palestine Police das mächtige Tegart-Fort Tarschiha mit Blick auf beide Orte, heute die Polizeiwache Meʿonah nach dem benachbarten Moschav.
Die UNO, an die Großbritannien, der Gewalt im Lande überdrüssig, seinen Mandatsauftrag zurückgab, sah angesichts dieser Gewalt keine Chance für Erfüllung der Mandatsbestimmungen einer sicherer jüdischen Heimstatt und einer arabischen Unabhängigkeit in der Ein-Staat-Lösung und beschloss im November 1947, einen Plan, das Mandatsgebiet im Mai 1948 zu teilen und die Folgestaaten in die Unabhängigkeit zu entlassen. Die vorgeschlagene Aufteilung lehnte die arabisch-palästinensische Seite weithin ab und wurde darin unterstützt von arabischen Nachbarstaaten und deren Armeen. Diese Nachbarstaaten – sämtlich Mitglieder der Arabischen Liga – kündigten die Invasionen ihrer Streitkräfte an.
Im Vorlauf dieser angekündigten Invasionen mühten sich die nationalen Bewegungen im Lande – antizionistische überwiegend nichtjüdische einerseits und andererseits zionistische überwiegend jüdische Palästinenser – darum, auch mit Gewalt Positionen und Posten einzunehmen bzw. zu halten, die im bevorstehenden Krieg strategisch wichtig erschienen, was sich zum Bürgerkrieg zwischen arabischen und jüdischen Palästinensern (Dezember 1947 – Mai 1948) auswuchs. Die Arabische Liga hatte die Arabische Befreiungsarmee aufgestellt, die ab Ende 1947 ins Mandatsgebiet einsickerte, um im Bürgerkrieg bewaffnete und zivile Angehörige der britischen Mandatsmacht und jüdische Palästinenser zu attackieren.:90 Im Frühjahr 1948 räumten die Briten das Tegart-Fort Tarschiha im Rahmen des Abzugs aus dem Lande, in der Peripherie beginnend. Die Arabische Befreiungsarmee bezog die befestigte Polizeistation unter Adib asch-Schischakli, damals Befehlshaber der 2. Jarmuk-Brigade der Arabischen Befreiungsarmee, später syrischer Präsident.:426
Noch im Bürgerkrieg vor Beginn des Kriegs um Israels Unabhängigkeit am 15. Mai 1948 hatte die Haganna im April und frühen Mai das östliche Obergaliläa eingenommen und nach Gründung des Staates Israel dann in Mai, Juni und Juli 1948 das westliche Galiläa. Dazwischen verblieb Tarschiha einstweilen in einem im Süden spitz zulaufenden Gebietsdreieck, das drei Jarmuk-Brigaden der Arabischen Befreiungsarmee unterstützt durch Dorfmilizen wie jene Miʿilyas und Tarschihas hielten.:414 Im Zuge der israelischen Operation Deqel (9.–19. Juli 1948) nahmen israelische Verteidigungsstreitkräfte (ZaHaL) in einem kurzen Gefecht mit Artillerie, Miʿilya und das Tegart-Fort unter Beschuss, was die im Fort liegende jemenitische Kompanie der Arabischen Befreiungsarmee erwiderte.:228
In Vorbereitung der Operation Chiram beschoss Israel ab 22. Oktober das Hauptquartier der 2. Jarmuk-Brigade im Tegart-Fort Tarschiha aus der Luft, bevor am 28. Oktober die Bodenoffensive der Operation Chiram startete, im Zuge deren die Streitkräfte binnen 60 Stunden, schneller als irgend erwartet, die arabisch gehaltenen Teile Obergaliläas eroberten, die Arabische Befreiungsarmee und lokale Milizen wie Zehntausende zivile Galiläer in die Flucht nach Libanon schlugen.:413 Die unterlegenen arabischen Streitkräfte und mit ihnen die meisten zivilen Einwohner verließen am 27. Oktober 1948 den Ort Tarschicha, die Soldaten und viele muslimischen Einwohner flohen gen Libanon, viele Christen in benachbarte Dörfer. Das stark verteidigte Tegart-Fort Tarschiha, Sitz der 2. Jarmuk-Brigade, ergab sich nach Kämpfen die Nacht hindurch am 30. Oktober in der Frühe. Eine Kolonne des 11. Bataillons der israelischen Oded-Brigade rückte am 30. Oktober von Westen gen Tarschiha vor und wechselte auf dem Weg Schüsse mit 80 nordwärts abziehenden Jemeniten.:416seq. Das Ergebnis des am 15. Mai 1948 selbst begonnenen Kriegs gegen Israels Unabhängigkeit ums Ganze sagte der arabischen Seite nicht zu, als er nur gut 22 % des ehemaligen Mandatsgebiets in ihre Hand brachte.

### In Israel

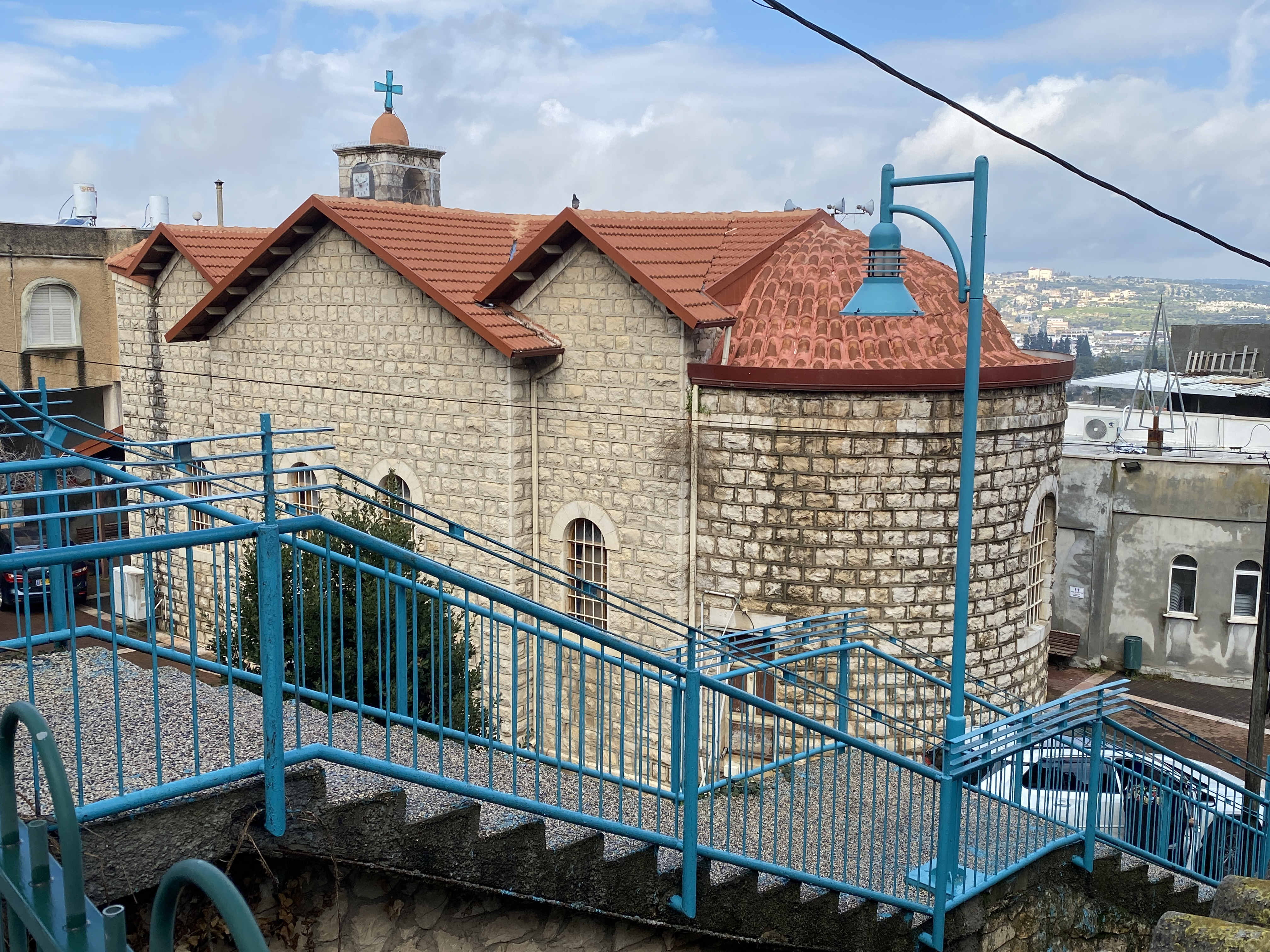
Prophet-Elija-Kirche, 2024

Als die Streitkräfte Israels am 30. Oktober 1948 das Dorf einnahmen, fanden sie dort nur etwa fünfzig ältere Männer und Frauen vor, die im Konvent an der St. Georgskirche ausharrten. Im Schutz der Dunkelheit schlichen viele geflohene Einwohner ins Dorf zurück, so dass die Zahl der Einwohner bis Ende 1948 auf etwa 700 Personen anstieg, viele von ihnen Christen, aber auch Muslime. Wie die meisten arabischen Israelis unterlagen die Einwohner Tarschihas pauschal als womöglich zu Feindseligkeiten gegen Israel bereite Bürger israelischem Kriegsrecht, das ihnen bestimmte Aufenthaltsorte zuwies, ihnen Reisen nur mit Genehmigung erlaubte, und Ausgangssperren und Administrativhaft zuließ. Die meisten verbliebenen und zurückgekehrten Tarschihaner wohnten in Häusern im Viertel um die Prophet-Elija-Kirche, die Kirche St. Georg und Sophronius und die St. Georgskirche, jene die verstreut in andern Teilen des Dorfs lebten, wurden ins besagte Viertel umgesiedelt. Für in Tarschiha lebende arabische Israelis endeten diese Kriegsrechtsauflagen 1963, in Städten generell schon 1953, in manch anderem Dorf erst 1966, als die Auflagen, wo noch bestehend, sämtlich entfielen.
Gegen Ende 1949 planten israelische Militärbehörden, alle Araber als potentielle Gefährder der Sicherheit aus dem israelischen Grenzbereich zum Libanon auszuweisen, was die Bewohner in Ǧisch (einschließlich der dort weilenden Binnenflüchtlinge aus Birʿim), Fassuta, Hurfaisch, Miʿilya, Rihaniyya und Tarschiha betroffen hätte, doch das Außenministerium Israels unterband das.:242 Darauf suchte israelisches Militär im November 1949 in mehreren Razzien nach Infiltranten und Informanten zu Gunsten der feindlichen Nachbarstaaten.:352 Angehörige des in Tarschiha tätigen American Friends Service Committees spekulierten, diese Haussuchungen zielten darauf, Tarschihas Bewohner zum Verlassen des israelischen Staatsgebiets zu bewegen.:240 In leere Häuser quartierte die israelische Regierung mittellose Flüchtlinge vor allem aus Rumänien ein, bis September 1949 etwa 130 Familien (540 Personen), ihr Viertel nannte man Meʿonah. Jene geflüchteten rumänischstämmigen Tarschihaner, die vorher Bauern waren oder nun werden wollten, bauten ab 1951 den benachbarten neuen agrarischen Moschav Meʿonah auf.
Der Ortsteil Maʿalot entstand 1957 zunächst mit Status einer selbständigen Entwicklungsstadt als Neugründung für vertriebene und geflüchtete jüdische Araber aus dem Irak sowie Einwanderer aus dem Iran.:254 Durch die ungünstige Lage in den obergaliläischen Bergen und die Nähe zu Naharija entwickelte sich Maʿalot zunächst sehr langsam. Im Jahre 1963 wurden Maʿalot und Tarschiha mit seinen arabischen Einwohnern im Viertel um die Kirchen wie den jüdischen Einwohnern im Viertel Meʿona zu einer Gemeinde vereint.
Vom 14. auf den 15. Mai 1974 verübten Terroristen der Demokratischen Front zur Befreiung Palästinas das Maʿalot-Massaker, einen Mordanschlag auf die hebräischsprachige Grundschule Netiv Meʾir im Ortsteil Maʿalot, wo sie 115 Schüler und Lehrer als Geiseln nahmen, überwiegend 14- bis 16-jährige Jugendliche aus Safed, die im Rahmen einer Exkursion im Schulgebäude übernachtet hatten. Nach 15 Stunden in der Gewalt der Terroristen ermordeten ihre Sprengfallen, die sie zuvor gelegt hatten, 31 Personen, bei dem Versuch die Geiseln zu befreien.:254

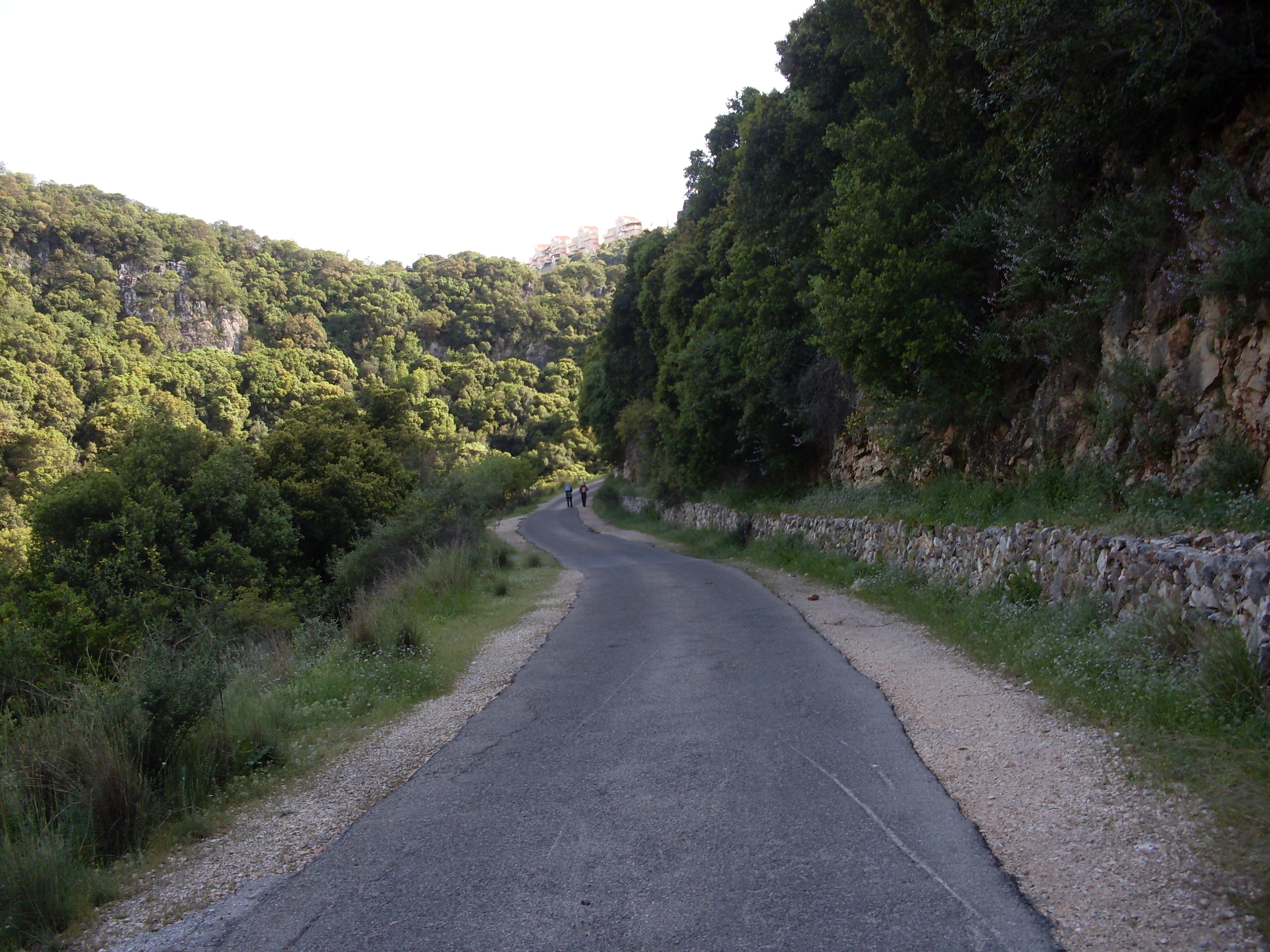
Blick aus dem Tal des Kesivs dessen Steilufer hinauf auf Häuser am nordwestlichen Stadtrand, 2011

Maʿalot-Tarschiha zählte bis Mitte der 1980er Jahre weniger als 10.000 Einwohner. Die deutsche christliche karitative Zedakah e. V., die im 40 Autominuten entfernten Schavei Zion seit 1969 den Beit El, ein Gästehaus mit Betreuung für Überlebende der Schoah für unentgeltliche Kurzurlaube, betreibt, eröffnete 1984 in Maʿalot-Tarschicha den Beit Eliʿeser, ein Pflegeheim für dauerhaft pflegebedürftige Schoahüberlebende im Alter. Wesentliche Impulse erhielt Maʿalot-Tarschiha, das 1995 Stadtrecht erhielt, erst durch die Einrichtung des benachbarten gemeindefreien Industrieparks („Tefen“) mit Tefen-Skulpturengarten. Inzwischen ist die Stadt auf 21.422 Einwohner (2018) gewachsen.
Ein Ableger des Internationalen Dokumentarfilmfestivals Docaviv wird hier veranstaltet.

## Söhne und Töchter der Stadt
- Aschraf Barhum (geb. 1979), Schauspieler
- Amal Bishara, Ärztin, Direktorin und Gründerin der Knochenmarksdatenbank am Uniklinik Hadassah der Hebräischen Universität Jerusalem
- Nisreen Faʿour (geb. 1972), Schauspielerin
- Mahmoud Hawari (geb. 1953), Archäologe und Akademiker
- Simon Shaheen (geb. 1955), Musiker und Komponist

## Städtepartnerschaften
- Birobidschan, Russland
- Allentown (Pennsylvania), USA[31]
- Harrisburg (Pennsylvania), USA
- Asti, Italien
- Reichenbach im Vogtland, Deutschland

Darüber hinaus besteht mit den deutschen Städten Falkensee und Augsburg ein Jugendaustausch.